# ویلیام اچ. سوانسون
ویلیام اچ. سوانسون، (به انگلیسی: William H. Swanson) (زاده ۱۹۴۹) کارآفرین، بازرگان و مدیر ارشد اجرایی آمریکایی است، که در حال حاضر به‌عنوان رییس هیئت مدیره شرکت ریتیون فعالیت می‌کند.